# Grand Prix Pino Cerami
De Grand Prix Pino Cerami is een eendaagse wielerwedstrijd die wordt verreden in en om het Belgische Frameries.

## Algemeen
De naar de wielrenner Pino Cerami vernoemde wedstrijd werd voor het eerst verreden in 1964 en daarna vrijwel jaarlijks georganiseerd. Sinds 2005 maakt de GP Pino Cerami deel uit van de continentale circuits van de UCI. De belangrijkste helling in deze wedstrijd is de Tienne du Dragon.

## Lijst van winnaars

### Meervoudige winnaars
| Overwinningen | Renner           | Land      | Jaren      |
| ------------- | ---------------- | --------- | ---------- |
| 2             | Joop Zoetemelk   | Nederland | 1980, 1981 |
| 2             | Gerrie Knetemann | Nederland | 1978, 1984 |
| 2             | Marco Serpellini | Italië    | 1996, 1998 |

### Overwinningen per land
| Overwinningen | Land                                                                                  |
| ------------- | ------------------------------------------------------------------------------------- |
| 25            | België                                                                                |
| 8             | Nederland                                                                             |
| 7             | Italië                                                                                |
| 4             | Zwitserland                                                                           |
| 2             | Frankrijk, Verenigd Koninkrijk                                                        |
| 1             | Australië, Denemarken, Duitsland, Nieuw-Zeeland, Oekraïne, Slovenië, Verenigde Staten |